# 古爾利半島
60°44′S 45°36′W / 60.733°S 45.600°W
古爾利半島（英語：Gourlay Peninsula）是南極洲的半島，位於南奧克尼群島的西格尼島東南端，該半島取名自古爾利角，由英國研究隊繪入地圖，現時由南極條約體系管理。